# La Vega (Cundinamarca)
La Vega és un municipi colombià al departament de Cundinamarca, situat a la província del Gualivá, a 54 km de Bogotà, i a 45 minuts de la mateixa per l'autopista que condueix a Medellín. Sota la seva jurisdicció hi ha el centre poblat de El Vino.
L'any 2025 hi consten censats uns 9.670 habitants El terme municipal té una extensió de 153,2 km2.
Vega prové del vocable preromà vaica, fa referència a "la part de terra baixa i fèrtil regada per un riu". També se'n diu vega a un prat proper a un riu, una llacuna o qualsevol cos d'aigua procliu a inundacions. Vaica possiblement està emparentat amb el vocable indoeuropeu wed que expressa els significats de "aigua, mullat".
El nom del municipi es relaciona amb el fet d'estar situat en una vall denominada Vega de San Juan, per on s'agrupen diverses fonts hídriques, entre elles els rius Tabacal i Dulce.
En època precolombina el territori de l'actual municipi de La Vega fou habitat pels indis doymas i els bulucaymas, clans que pertanyien a la nació panche.
El poble fou fundat el 12 de juny de 1605 per l'oïdor Alonso Vásquez de Cisneros. Inicialment es deia Chambata i després La Vega, per les seves característiques geogràfiques. Poc més tard prengué el nom de San Juan de La Vega ja que la població fou consagrada a l'apòstol Sant Joan. En 1777 La Vega s'erigí com a parròquia de blancs i va dir la primera missa el pare Matías Cabal de Melodías y Pinzón.